# Yamila Nizetich
Paula Yamila Nizetich (Córdoba, 27 gennaio 1989) è una pallavolista argentina, schiacciatrice dell'Olympiakos.

## Carriera

### Club
La carriera di Yamila Nizetich inizia nel settore giovanile del Banco Nación, dove gioca fino al 2005, quando fa l'esordio da professionista nella Liga Femenina de Voleibol Argentino con l'Olímpico de Freyre. Nella stagione 2007-08 gioca per la prima volta all'estero, trasferendosi in Spagna, dove militando nell'Ícaro partecipa alla Superliga Femenina de Voleibol, raggiungendo le finali scudetto. Nella stagione seguente emigra in Francia, dove difende i colori dello SF Paris Saint-Cloud, impegnato in Ligue A.
Nel campionato 2009-10 approda invece in Germania, firmando col Vilsbiburg, club militante in 1. Bundesliga con quale si aggiudica lo scudetto. Nel campionato seguente torna nella massima divisione francese, giocando per tre annate col Calais.
Nella stagione 2013-14 si trasferisce in Turchia, difendendo i colori del Beşiktaş, in Voleybol 1. Ligi, dove gioca anche nella stagione seguente, militando però nel Nilüfer. Per il campionato 2015-16 scende di categoria, approdando per un biennio al Seramiksan, col quale centra la promozione nella massima divisione turca, nel frattempo rinominata Sultanlar Ligi.
Si accasa poi in Italia per l'annata 2017-18, firmando per il Pesaro, neopromossa in Serie A1: milita nella stessa divisione anche nel campionato seguente, difendendo i colori dell'AGIL, con cui vince la Coppa Italia e la Champions League. Per la stagione 2019-20 è al Cuneo Granda, sempre in Serie A1, prima di tornare a disputare il massimo campionato transalpino nella stagione seguente, accettando la proposta del Béziers
Nel campionato 2021-22 è nuovamente nella massima divisione italiana, vestendo la maglia della Trentino Rosa, mentre in quello successivo è alle greche dell'AEK Atene, in Volley League, aggiudicandosi una Coppa di Grecia; resta nella stessa divisione anche per l'annata 2023-24, ma indossando la casacca dell'Olympiakos, con cui vince due Coppe di Grecia e la Supercoppa 2024.

### Nazionale
Con la nazionale argentina under 20 vince la medaglia d'argento al campionato sudamericano 2006, dove viene premiata come miglior servizio.
Nell'estate del 2008 debutta in nazionale maggiore, aggiudicandosi la medaglia di bronzo alla Coppa panamericana, mentre un anno dopo conquista la medaglia d'argento al campionato sudamericano, bissata nel 2011, e seguita da quella di bronzo alla Coppa panamericana 2013, a sua volta bissata nel 2015.
Nel 2019 vince la medaglia di bronzo alla Volleyball Challenger Cup e ai XVIII Giochi panamericani, andando poi ad aggiudicarsi, nel 2023, l'oro alla Coppa panamericana e l'argento al campionato sudamericano.

## Palmarès

### Club
- Campionato tedesco: 1

2009-10
- Coppa Italia: 1

2018-19
- Coppa di Grecia: 3

2022-23, 2023-24, 2024-25
- Supercoppa greca: 1

2024
- Champions League: 1

2018-19

### Nazionale (competizioni minori)
- Campionato sudamericano under 20 2006
- Coppa panamericana 2008
- Coppa panamericana 2013
- Coppa panamericana 2015
- Volleyball Challenger Cup 2019
- Giochi panamericani 2019
- Coppa panamericana 2023

### Premi individuali
- 2006 - Campionato sudamericano under 20: Miglior servizio
- 2017 - Montreux Volley Masters: Miglior schiacciatrice